# Krishna Chakravarty
Krishna Chakravarty (Benarés, India, 1958) es una sitarista de la India.
Es decana de la Facultad de Música de la Universidad Hindú de Benares. Es una de las pocas sitaristas que ha recibido el reconocimiento como maestra a una temprana edad. 
Comenzó sus estudios de sitar con el Dr. Ram Das Chakravarty y desde 1971 estudia con el célebre Ravi Shankar. 
Se ha presentado en varios países del mundo, en el Palacio Real de Nepal, Europa, las universidades estadounidenses y Argentina.